# Louis Rühl
Louis Rühl (* 15. Februar 1871 in Worms; † 9. November 1957) war ein deutscher Brauereiunternehmer und Vorstand der Eichbaum-Werger-Brauereien in Worms und Mannheim.

## Leben
Geboren als Sohn des gleichnamigen Besitzers der Brauerei zum Elefanten in Worms besuchte Rühl die Realschule seiner Heimatstadt Worms und absolvierte die technische und kaufmännische Ausbildung im elterlichen Betrieb. 1893 übernahm er dessen Leitung und war nach der Umwandlung in eine Aktiengesellschaft bis 1920 alleiniger Direktor. Später ging das Unternehmen in die Wormser Werger-Brauerei über. Rühl wurde Mitglied des Aufsichtsrats und Berater der Werger-Brauerei und 1923 Konzernleiter und Vorstand der Werger-Brauerei und der Mannheimer Eichbaum-Brauerei, die 1929 zu einer gemeinsamen Gesellschaft fusionierten.
Rühl war Mitglied der Hessischen Handelskammer in Worms, Vorsitzender des Aufsichtsrats der Conservenfabrik Joh. Braun (Pfeddersheim), Mitglied des Aufsichtsrats des Frankenthaler Brauhauses (Frankenthal), der Aktienbrauerei Saarlouis, der Hessischen und Herkulesbierbrauerei AG in Kassel, der Hirsch-Brauerei in Köln, der Adler-Brauerei Köln AG, der Hoefel-Brauerei AG in Düsseldorf, der Brauerei Gebr. Hensen GmbH in Mönchengladbach und der Schlossbrauerei in Berlin-Schöneberg.

## Ehrungen
- 1956: Großes Verdienstkreuz der Bundesrepublik Deutschland